# Station Kesteren

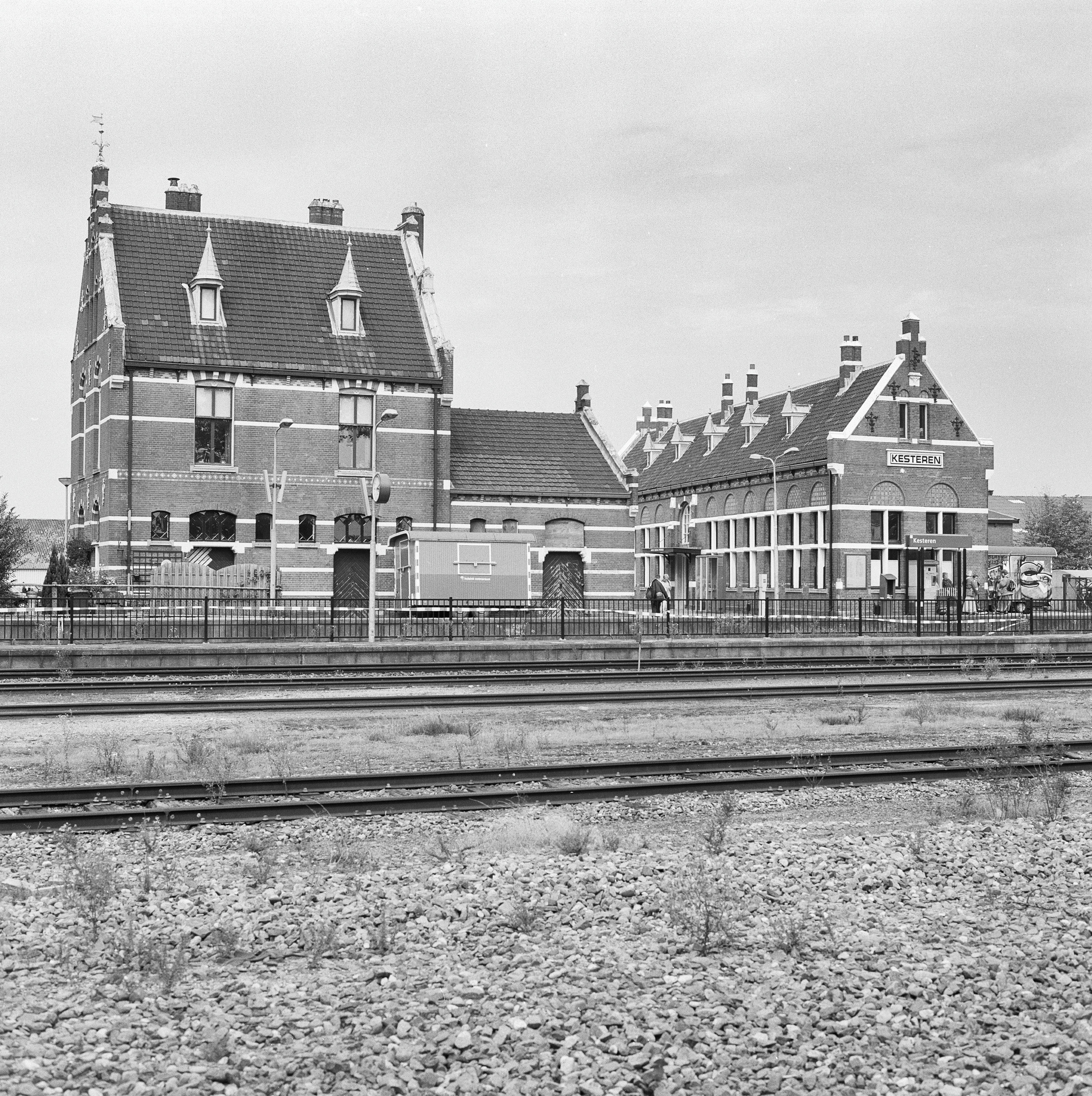
Station Kesteren in 1999.

Het Station (emplacement) Kesteren ligt aan de Betuwelijn in Kesteren en is een van de weinige (voormalige) vorkstations in Nederland. Het unieke stationscomplex is een rijksmonument.

## Geschiedenis
In 1882 werd station Kesteren geopend toen de spoorlijn tussen Dordrecht, Geldermalsen, Tiel, Kesteren en Elst in gebruik werd genomen. Deze spoorlijn werd door de staat aangelegd en kwam in exploitatie van de Staatsspoorwegen (SS). Het station kreeg een tijdelijk emplacement ongeveer ten zuidwesten van het huidige station. Op dat moment werd een tijdelijk stationsgebouw geplaatst. In 1883 startte de bouw van het definitieve emplacement ten noorden en ten oosten van het tijdelijke emplacement. Kesteren kreeg zelfs een klein locdepot met locomotievenloods met draaischijf.
Ook werden de sporen aangelegd van de spoorlijn Kesteren - Amersfoort die aan moesten sluiten op de Betuwelijn. De aansluiting op de Betuwelijn vanuit Amersfoort raakte vertraagd omdat onzeker was wie de spoorlijn tussen Amersfoort en Kesteren zou gaan exploiteren. Op het moment dat besloten werd dat de HIJSM de exploitatie van de spoorlijn Amersfoort-Kesteren voor haar rekening zou nemen werd een scheiding van het emplacement aangebracht door een afrastering. De lijn naar Amersfoort werd uiteindelijk in 1886 geopend. De HIJSM kreeg een eigen station door plaatsing van een hulpstationsgebouw. Nadat het station van Kesteren werd opgeleverd ging alles over naar het nieuwe en huidige gebouw.
Station Kesteren was een vorkstation, het gebouw stond in de 'oksel' van de splitsing van de twee spoorlijnen. De HIJSM en de SS hadden ieder hun eigen helft. De ene helft was gelijk met de ander helft, nagenoeg symmetrisch.
In de laatste maanden van de Tweede Wereldoorlog zijn het station en bijbehorende terreinen en gebouwen zwaar beschadigd door de aanhoudende gevechten in het gebied. Er zijn in de oostgevel nog sporen te zien van granaatscherven. De noordelijke stationswachterswoning is hier gesneuveld.
Na de oorlog werd de treindienst met Rhenen, Veenendaal en Amersfoort niet meer hervat, omdat de Rijnbrug bij Rhenen te zwaar beschadigd was om te repareren. Het noordelijke emplacement raakte steeds meer in verval. Af en toe werden enkele sporen en wissels opgeruimd. Seinhuis I aan Amersfoortse zijde werd overbodig en verdween. In 1960 en 1961 werden de verhoogde losplaatsen en de locloods en de goederenloods gesloopt. Het station heette vanaf 1945 Kesteren-Rhenen, want Rhenen had geen station meer en was via een brug over de Rijn bereikbaar. Vanaf 1957 was er weer een vaste oeververbinding via de nieuwe Rijnbrug voor de N233.
In de nacht van 24 op 25 maart 1963 ontstond er een enorme brand op het station van Kesteren waardoor een groot deel van het stationsgebouw afbrandde. Het station werd na de brand slechts deels hersteld waardoor een groot deel van het stationsgebouw en stationskap zijn verdwenen. Op 22 februari 1966 werd het stationsgebouw weer volledig in gebruik genomen.
In 1969 werd een spooraansluiting gelegd naar Recticel B.V. In 1979 is het Engels wissel 16 bij de samenloop van de hoofdsporen naar Tiel en Rhenen weggenomen. 
Toen in 1981 het station Rhenen heropend werd als eindpunt van de Veenendaallijn, is de naam van Kesteren-Rhenen teruggedraaid naar Kesteren. 
Eind jaren tachtig werd op de gehele Betuwelijn tussen Tiel en Elst de klassieke beveiliging verruild voor automatisch blokstelsel. Eind jaren negentig werden assentellers in de beveiliging opgenomen om met licht materieel te kunnen rijden. De treindienstleiding vond voortaan plaats vanuit Arnhem. Het emplacement van Tiel werd door de CVL-post Arnhem voor de lokale goederentreinen nog bediend. De seinhuizen zijn afgebroken.
Vanwege het teruglopende goederenvervoer in o.a. Kesteren en Tiel heeft Railion in 2004 besloten om de Betuwe vanuit het Unit Cargo-netwerk niet meer te bedienen. Hierdoor verviel het laatste goederenvervoer in Kesteren, namelijk dat bij Recticel en Den Hartigh. De bedrijfsaansluiting van Recticel, die gelijk ten westen van de voormalige aansluiting naar Amersfoort aftakte, is inmiddels voor een groot deel verwijderd. Ook de sporen bij de loods van Den Hartigh, gelegen op de oude aansluiting naar Rhenen, zijn in 2019 - 2022 geleidelijk verdwenen.
Post T bleef bewaard en doet nu dienst als seinhuis op het emplacement van de museumstoomtram Hoorn-Medemblik.

### Emplacement en seinstelsel

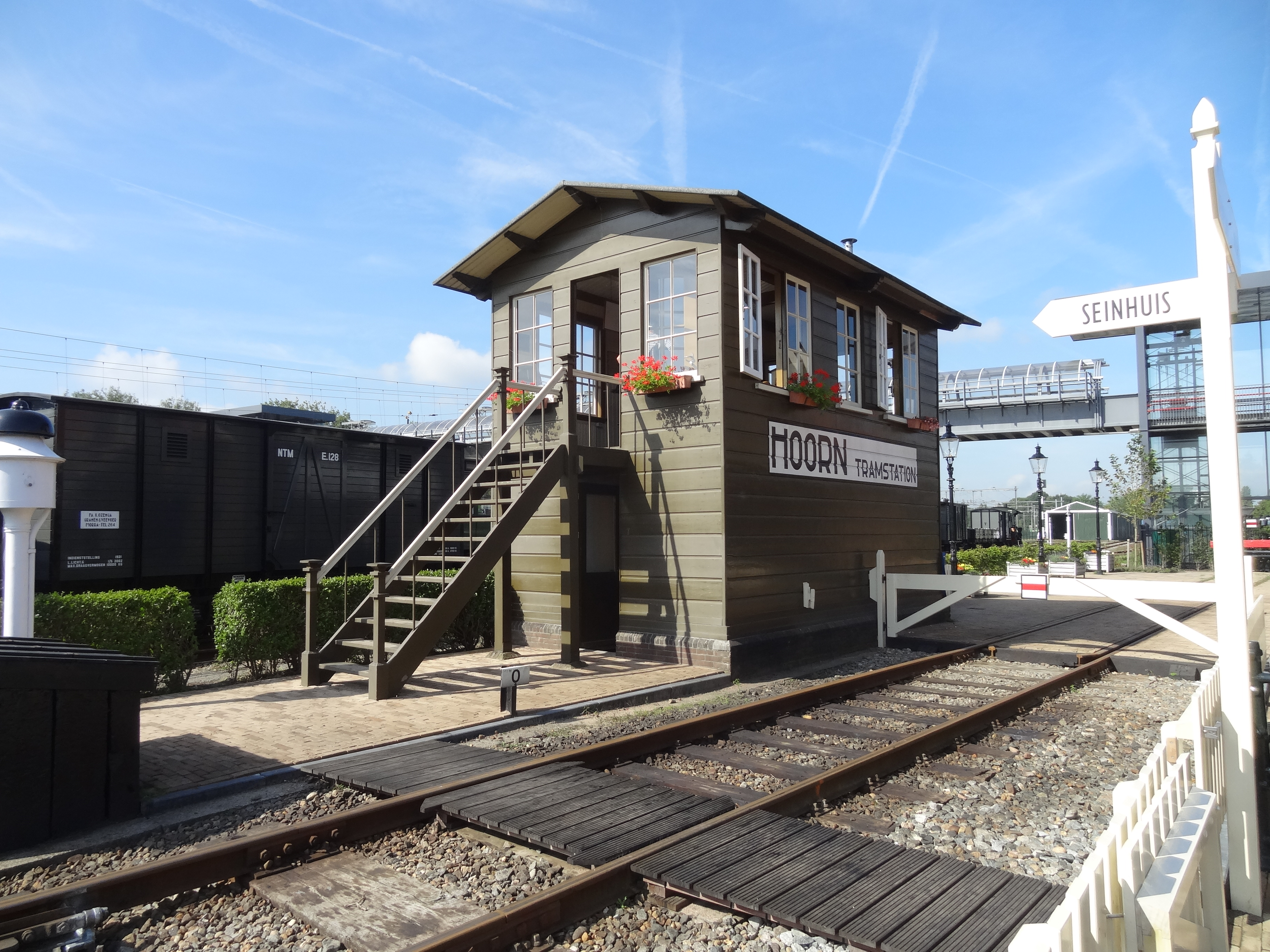
Het oude seinhuis van station Kesteren dat nu op het emplacement van de museumstoomtram Hoorn - Medemblik in Hoorn staat, mei 2006

In 1889 werden aan de oostzijde van het emplacement en station de wissels 1, 2, 3 en 4 aangelegd waardoor het mogelijk werd doorgaande treinen te laten rijden vanuit Amersfoort naar Nijmegen. Er werden seinen bijgeplaatst waarvan er één werd bediend door de HSM en de andere door de SS vanuit een nieuw seinhuisje bij deze wissels. Aan de Amersfoortse zijde werd een verhoogde losplaats aangelegd.
In 1890 kwam de Betuwelijn bij herverdeling van de door de Staat aangelegde spoorlijnen in handen van de HIJSM. Nadat de Staatsspoorwegen waren vertrokken kwam het complete station en seininrichtingen in handen van de HIJSM. Nu had de HIJSM vrij spel om het hele stationsgebied naar haar eigen wensen en smaak in te richten voor de complete exploitatie van de Betuwelijn en de spoorlijn Amersfoort-Kesteren. In 1891 werd het emplacement enorm gewijzigd. Er kwamen nieuwe seinhuizen bij om de complete stationsbeveiliging te bedienen en de blokbeveiligingen met Rhenen, Tiel en met Dodewaard te huisvesten. De overbodige wissels 1, 2, 3 en 4 die toen waren aangelegd konden na de wijziging worden verwijderd. In 1912 werden de boogstralen aan de oostzijde vergroot om hogere snelheden van sneltreinen mogelijk te maken.
Ook had Kesteren een uitgebreid seinwezen. Seinhuis Post T bevond zich mogelijk op het middenperron waar de treindienstleider was gezeteld. Er kwam een seinhuis aan Nijmeegse zijde op km 20.630 (Post II). Bij woning 21 aan de zijde Tiel stond post III, deze werd in 1957 vervangen door een nieuw seinhuis. Seinhuis III had mogelijk de vensters van blokstelsel A op het bloktoestel en Seinhuis II aan Nijmeegse zijde de blokvensters van Blokstelsel II of III. Van Post I aan Amersfoortse zijde is het zeker dat daar de vensters van blokstelsel II op zaten. Post T had alle spoorbezettingsvensters en toestemmingsvensters ter communicatie met de seinhuizen. Kesteren bezat uitrijseinen en de inrijseinen waren aan Tielse zijde geplaatst op een bordes met vertakkingsseinen voorzien van een zwaluwstaart. Van de overige inrijseinen is tot heden geen informatie. Hierna zijn geen opzienbarende wijzigingen rond het station meer uitgevoerd.

### 21e eeuw

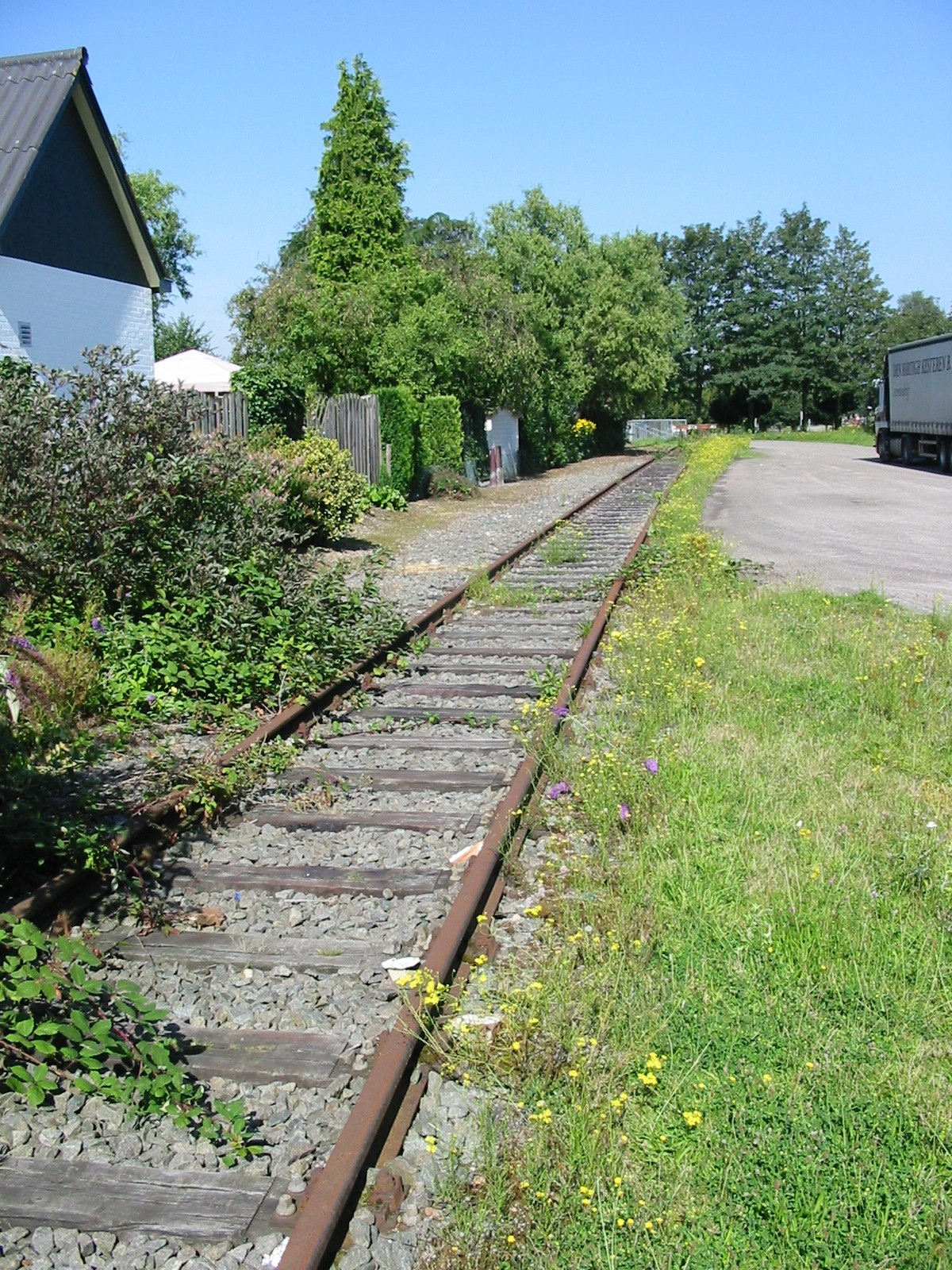
Het laatste overgebleven stukje van het spoor richting Rhenen. In 2022 is dit weggehaald.

Aan de nog gebruikte zuidzijde stoppen de treinen van Arriva tussen Tiel en Arnhem. Deze sporen hebben de nummers 3 en 4, dat komt door de niet meer gebruikte sporen 1 en 2 aan de andere zijde van het station.
Aan de noordzijde van het stationsgebouw, aan de zijde van perron 1 en 2, lag de spoorlijn die oorspronkelijk met een spoorbrug over de Nederrijn doorliep naar Rhenen en vandaar verder over de Veenendaallijn in de richting van Amersfoort. Nadat het doorgaande treinverkeer al sinds 1944 was stilgelegd, werden de perronsporen nog gebruikt voor het afwikkelen van goederenverkeer. Nadat ook hieraan in 2004 een einde kwam, werden de sporen jarenlang niet gebruikt. De aansluitende wissels en kruising met de lijn Arnhem - Tiel werden in 2017 verwijderd. In de periode daarna werden de vroegere perronsporen 1 en 2 ook opgebroken, ten gunste van de naastgelegen bedrijven, die het terrein hierdoor konden vergroten. Het laatste stukje spoor aan de Rhenense zijde, inclusief het stootblok ter hoogte van de kruising Stationsstraat / Spoorstraat, werd in 2022 verwijderd.
Regelmatig is er vanuit de provincie Utrecht sprake van het herbouwen van de spoorbrug en daarmee heropenen van de spoorverbinding Kesteren-Rhenen. Door het betwijfelde rendement van de nieuwe verbinding is dit vooralsnog zeer onzeker. De gemeente Neder-Betuwe heeft meegedeeld dat zij meer ziet in een goede busdienst dan de herbouw van de spoorlijn, onder meer vanwege de financiële risico's.

## Reizigerstreinen
Er hebben op Kesteren vele reizigerstreinen gestopt in de richting Dordrecht, Utrecht via Geldermalsen, naar Amersfoort en Amsterdam, Arnhem en via Nijmegen naar Kleef, Roermond en Maastricht.
In de jaren 70 reden de rode Blauwe Engelen van het type DE1 en DE2 vanuit Utrecht CS naar Tiel en verder om en om naar Arnhem of Nijmegen.
In de jaren 80 reden voornamelijk de gele verbouwde DE2-stellen tussen Utrecht CS en Arnhem. De treindienst werd in Tiel geknipt nadat het traject Tiel-Geldermalsen, vanaf 1978, onder de draad kwam. Eind jaren 80 kwamen de slagen naar Nijmegen te vervallen.

### Jaren negentig
In de jaren negentig bleef de dienstregeling ongewijzigd, inmiddels waren ook de treinstellen van het type Plan U-DE3 op deze lijn te zien ter vervanging van de DE2. Er werd elk uur tussen Arnhem Velperpoort en Tiel gependeld en in de avonduren werd de treindienst vervangen door een NS-busdienst. Na instroom van de DM'90-stellen en het ombouwen van de ATB-NG op de Betuwelijn verdwenen ook de treinstellen Plan U. Kesteren had een uurdienst met Tiel en een uurdienst met Arnhem.

### Vanaf 2005
De exploitatie van Oostelijke Betuwelijn is voor het reizigersvervoer overgedragen aan de provincie Gelderland. Deze besteedde de spoorlijn aan. NS Reizigers had geen interesse meer in de exploitatie van de lijn en andere vervoerders hebben er mogelijk geen brood in gezien. Syntus kreeg als enige belangstellende de concessie toegewezen. Per 1 april 2005 reed Syntus met de treinstellen LINT en Buffel en Kesteren was 's avonds weer per trein te bereiken. Per 9 december 2012 nam Arriva de exploitatie over met GTW-treinstellen. Deze concessie loopt inclusief tussentijdse verlengingen tot 13 december 2025.
| Serie       | Treinsoort         | Route                                    | Bijzonderheden             |
| ----------- | ------------------ | ---------------------------------------- | -------------------------- |
| 31100 RS 33 | Stoptrein (Arriva) | Arnhem Centraal – Elst – Kesteren – Tiel | Stopt niet te Arnhem Zuid. |

## Bussen
De volgende buslijnen doen station Kesteren aan:
- Lijn 44 Tiel - Maurik - Eck en Wiel - Ingen - Ommeren - Lienden - Kesteren - Rhenen - Wageningen
- Lijn 45 Tiel - Echteld - Ijzendoorn - Ochten - Kesteren - Rhenen - Wageningen
- Lijn 237 Heteren - Randwijk - Andelst - Wely - Hien - Dodewaard - Opheusden - Kesteren

## Afbeeldingen

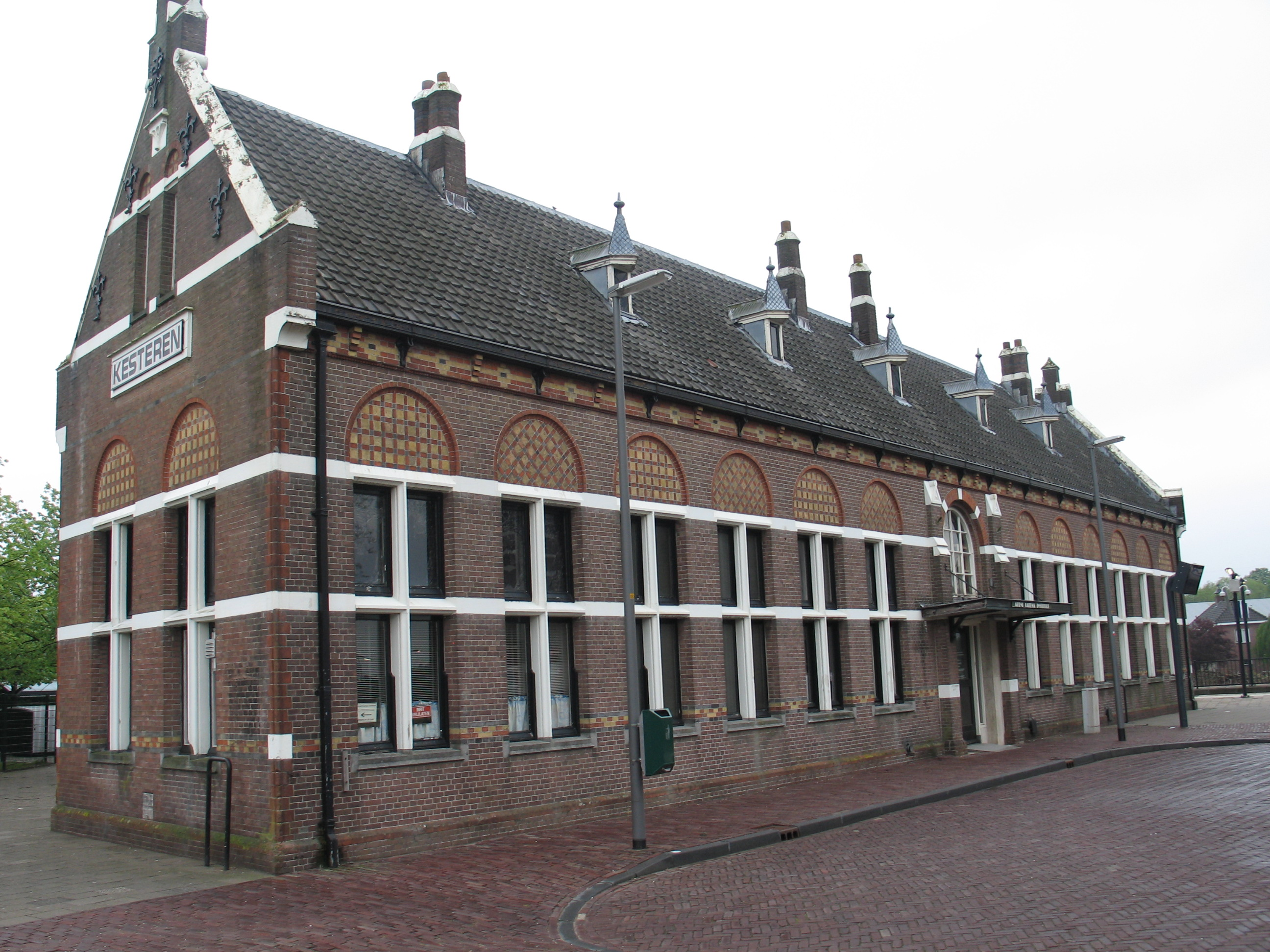
Straatzijde van het station
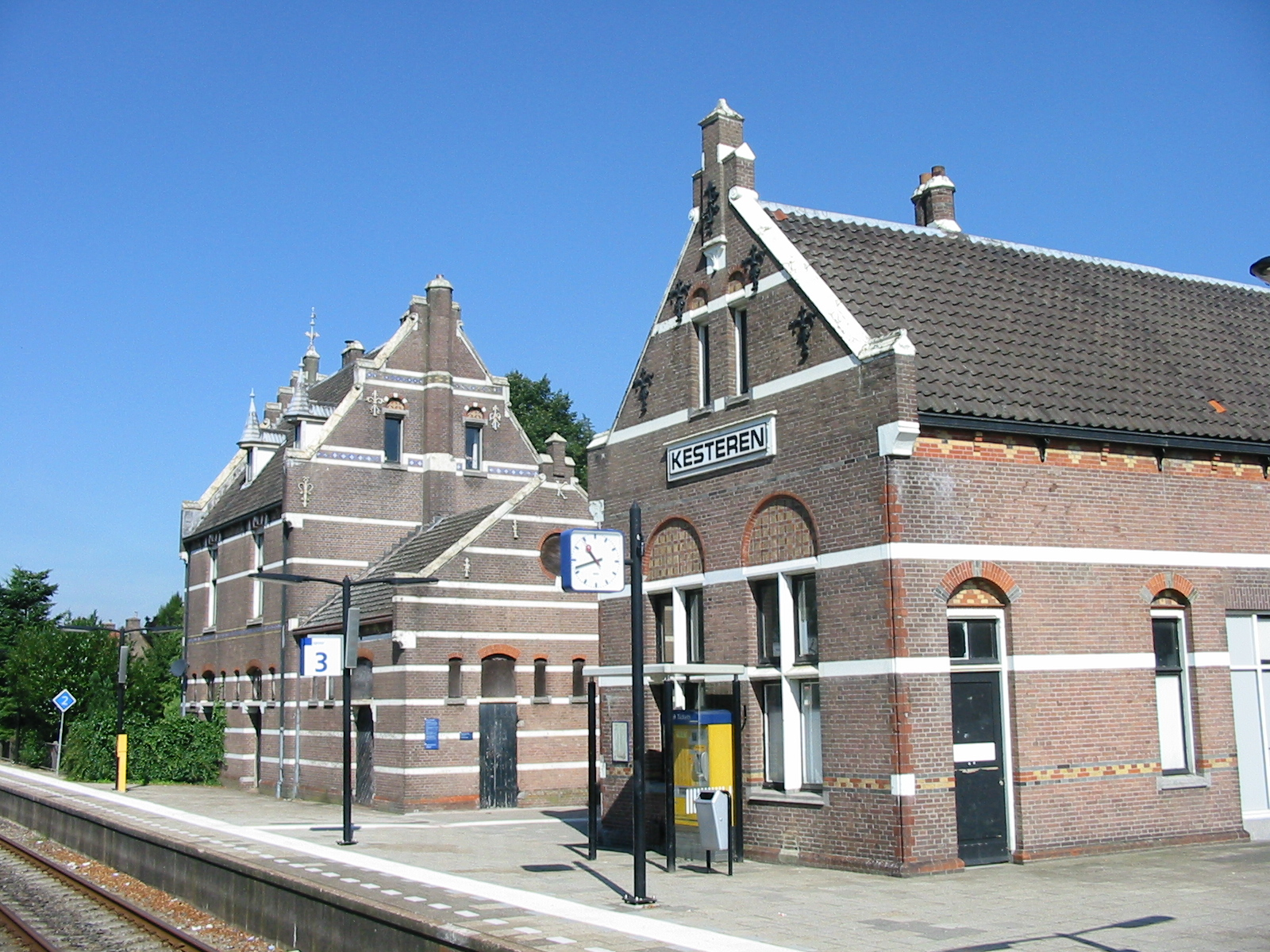
Spoor 3, de stationswachterswoning en de kopgevel van het stationsgebouw
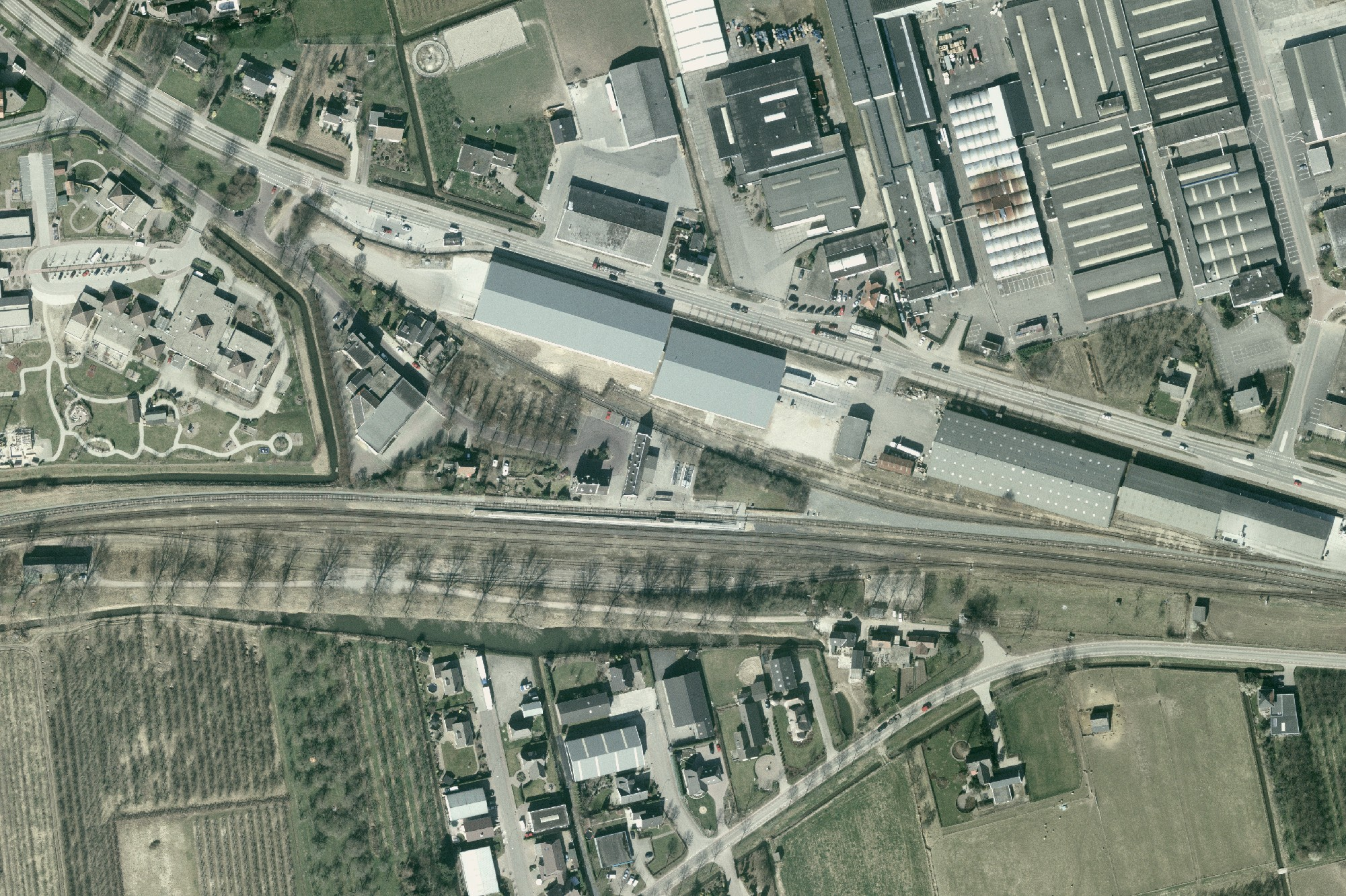
Station en omgeving
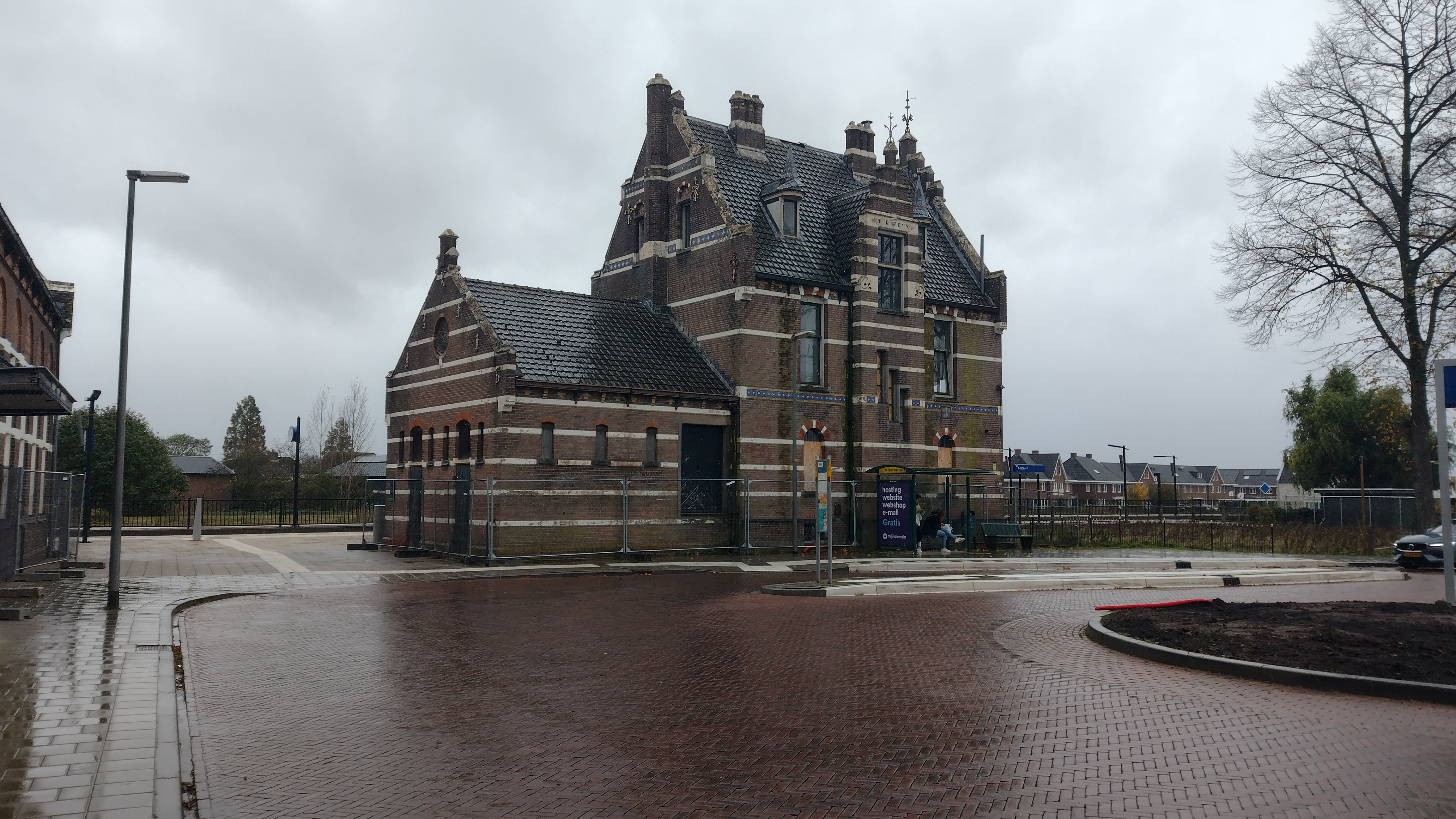
Dichtgetimmerd stationsgebouw
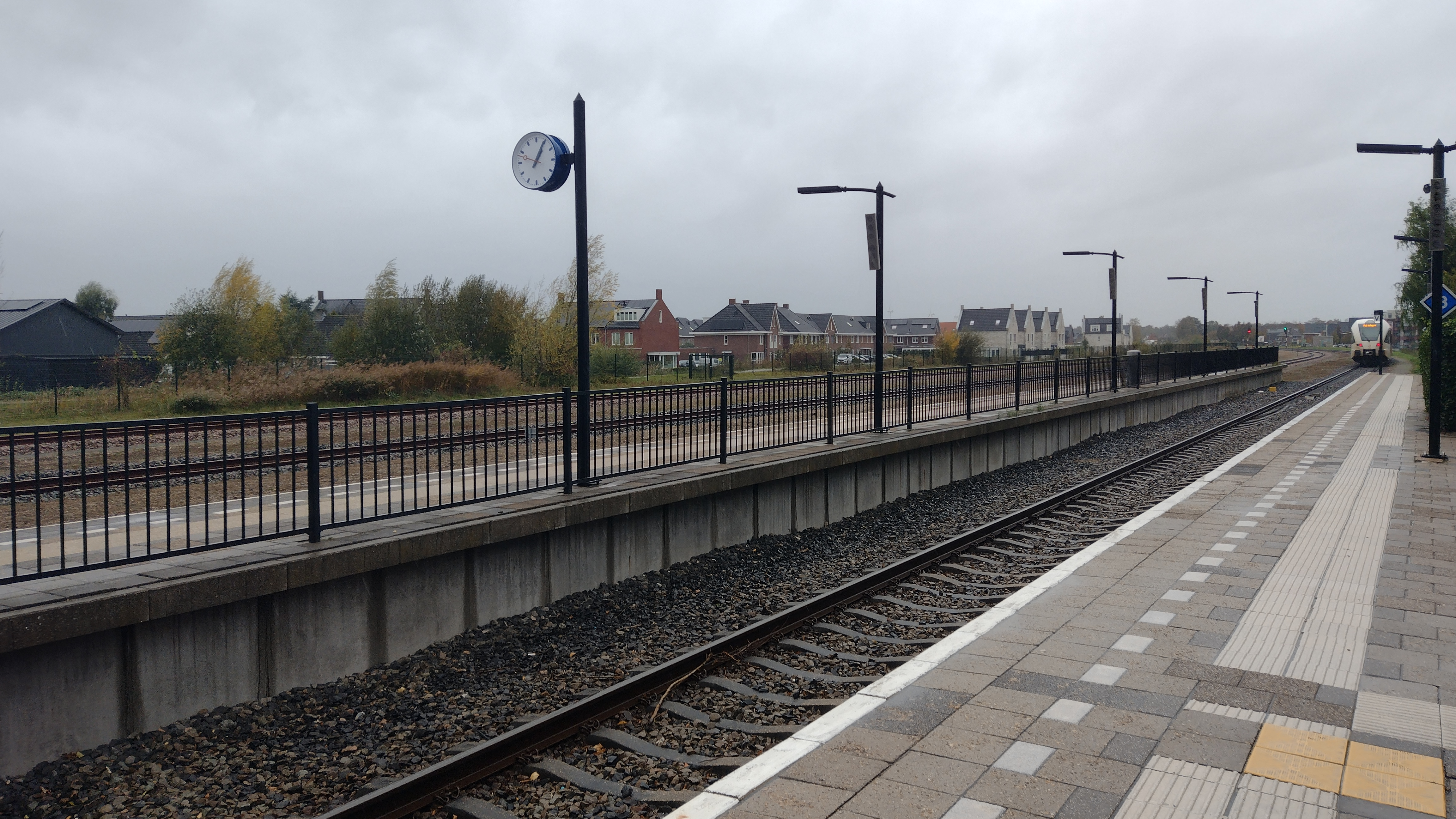
Perrons in 2023